# Pa Mor Diene
Pa Mor Diene (nacido en M'Bour, Senegal, el 19 de agosto de 1998) es un baloncestista senegalés. Con una altura de 2,08 metros, se desempeña en la posición de pívot en las filas del Palmer Basket Mallorca de la Liga LEB Plata.

## Trayectoria
Diene se formó en la cantera del Gran Canaria y posteriormente jugó cedido al Aloe Plus Lanzarote Conejero (Liga EBA) durante la temporada 2016-2017.
La temporada 2017-2018 volvió a vestir la camiseta del Gran Canaria para ocupar plaza en el filial, el CB Gran Canaria Claret.
La temporada 2018-2019 llegó a LEB Plata para jugar en las filas del CB Villarrobledo, equipo con el que se quedó a las puertas del ascenso a la LEB Oro y se convirtió en uno de los jugadores más importantes del equipo, registrando medias por partido de 13'1 de valoración, 11'6 puntos y 7 rebotes.
En septiembre de 2019 firma en las filas del Força Lleida Club Esportiu de la LEB Oro por una temporada.
La temporada 2020-21 volvió al CB Villarrobledo de LEB Plata donde repitió los números de su anterior etapa, siendo uno de los referentes ofensivos del equipo con un total de 287 puntos, 152 rebotes y 292 créditos valorativos.
El 5 de agosto de 2021, firma por el UBU Tizona de la Liga LEB Plata.
El 15 de agosto de 2023, firma por el CB Benicarló de la Liga LEB Plata.
El 25 de julio de 2024, firma por el Club Baloncesto Huelva la Luz de la Liga LEB Plata.
El 13 de febrero de 2025, firma por el Palmer Basket Mallorca de Liga LEB Plata.